# Richard Nikolaus di Coudenhove-Kalergi
Il conte Richard Nikolaus di Coudenhove-Kalergi (in tedesco: Richard Nikolaus Eijiro Graf Coudenhove-Kalergi; in giapponese: リヒャルト・ニコラウス・栄次郎・クーデンホーフ＝カレルギー Rihyaruto Nikorausu Eijirō Kūdenhōfu-Karerugī) (Tokyo, 17 novembre 1894 – Schruns, 27 luglio 1972) è stato un politico e filosofo austriaco, fondatore dell'Unione Paneuropea e primo uomo politico a proporre un progetto di Europa unita.
Il suo primo libro, intitolato Paneuropa, fu pubblicato nel 1923 e conteneva le linee guida per il Movimento Pan-Europa: esso fece il suo primo congresso a Vienna nel 1924 e, nel 1927, ne fu eletto presidente onorario Aristide Briand. Fu la prima persona a cui fu assegnato il Premio Carlo Magno nel 1950.

## Biografia
Figlio di Heinrich di Coudenhove-Kalergi, un diplomatico austro-ungarico, e della giapponese Mitsuko Aoyama (1874-1941), discendente di una famiglia samurai, Coudenhove-Kalergi passò la sua infanzia nel castello di famiglia in Boemia, prima di entrare al Theresianum di Vienna, uno dei collegi più rinomati dell'impero. Qui conobbe persone di diverse nazionalità e si appassionò alla filosofia. Studiò all'Università di Vienna, diventando dottore nel 1917, e a Vienna sposò nel 1915 Ida Roland (1881-1951), attrice di origini ebraiche, con la quale adottò una figlia. Dopo la prima guerra mondiale prese la cittadinanza cecoslovacca e si allontanò dalla filosofia per incominciare a pubblicare articoli sulla necessità di un nuovo ordine europeo.
Nel dicembre 1921 fu iniziato in massoneria in una Loggia di Vienna della Gran Loggia "Humanitas" , ma ne uscì qualche anno dopo, per evitare che la sua affiliazione nuocesse al suo progetto paneuropeo.
Kalergi era convinto che occorresse promuovere lo spirito europeo prima della convergenza di interessi materiali per ottenere la pace in Europa. Così, lanciò il suo primo appello all'unità del Vecchio Continente nel 1922. Dall'anno seguente propose il primo progetto moderno di una Europa unita nel suo libro più famoso, Paneuropa, un'opera in anticipo sui tempi ma il cui messaggio fu percepito tra le due guerre da un buon numero di personalità. Tra coloro che parteciparono alla prima fase del movimento vi furono Albert Einstein, Thomas Mann, Sigmund Freud, Rainer Maria Rilke, Miguel de Unamuno, Salvador de Madariaga, Ortega y Gasset, Denis de Rougemont (che l'incontrò a Vienna nel 1927 e a New York nel 1942). Nella seconda fase, si annoverano personalità come Konrad Adenauer, Robert Schuman, Alcide De Gasperi e Winston Churchill.
Fu questo messaggio che ispirò a Aristide Briand il suo progetto di Unione Paneuropea, presentato nel 1929 alla Società delle Nazioni a Ginevra. L'Unione Paneuropea, nata nelle ceneri della prima guerra mondiale, aveva proprio lo scopo ufficiale di impedire un nuovo conflitto mondiale. Nel 1925, nel suo Praktischer Idealismus, Kalergi vede il continente europeo multiculturalista e multietnicista come una vera e propria federazione: Stati Uniti d'Europa.
Fu anche Coudenhove-Kalergi che lanciò l'idea nel 1923 di riunire il carbone tedesco e il minerale francese sotto un'unica autorità, progetto che si concretizzerà nel 1952 sotto il nome di Comunità europea del carbone e dell'acciaio. Per primo propose nel 1929 di adottare come inno europeo l'Inno alla gioia di Friedrich Schiller su musica della Nona sinfonia di Ludwig van Beethoven. Fu inoltre l'autore nel 1930 della prima proposta di celebrare una giornata dell'Europa a maggio.
Con l'Anschluss si rifugiò in Svizzera; da lì, partì per gli Stati Uniti d'America, dove insegnò all'Università di New York. Prese la nazionalità francese nel 1939. La fine della guerra lo portò a tornare in Svizzera, in un primo tempo a Gstaad. Dopo aver suggerito nel 1947 la creazione del primo francobollo europeo, è in questa città che fondò nel 1948 l'Unione Parlamentare europea, che sboccherà - dopo il Congresso dell'Europa a L'Aia nel 1948 - nella creazione del Consiglio d'Europa e della sua Assemblea parlamentare.
Nel 1952, dopo la morte di sua moglie, sposò la svizzera Alexandra Karolina Bally (1896-1968), divorziata nel 1935 dal conte Claus-Hubert Wilhelm Adam Tiele-Winckler, con la quale adotterà un figlio; nel 1969 sposò Melanie Hoffmann (1909-1983), vedova del compositore austriaco Ralph Benatzky.

## La fondazione Kalergi e il premio Europa
Nel 1978 nasce la fondazione Coudenhove-Kalergi trasformata nel 2008 in European Society Coudenhove-Kalergi. Periodicamente vengono da essa premiate personalità di spicco che si sono distinte per finalità europeiste come Sandro Pertini (1986), Juan Carlos I (1990), Helmut Kohl (1990), Ibrahim Rugova (2004), Angela Merkel (2010), Herman Van Rompuy (2012), Jean-Claude Juncker (2014).

## Teoria del complotto
Agli inizi del XXI secolo gli è stato attribuito un piano per la sostituzione etnica delle popolazioni europee al fine di controllarle; tuttavia non esistono prove che avvalorino questa teoria, che viene presentata come frutto di una volontà elitaria espletata in un trend socioeconomico. In riferimento a Kalergi si indica il trend delle migrazioni extra-europee verso il vecchio continente ed il progressivo declino della popolazione autoctona rispetto all'aumento esponenziale di migranti extra-europei, con tassi di natalità significamente più alti di quelli europei (migrazioni che alla sua epoca, sostanzialmente, non esistevano; erano semmai gli europei a migrare all’interno del continente o verso gli altri continenti, come ad esempio verso l'America, e più precisamente verso paesi come gli Stati Uniti).